# Joan Daemen
Joan Daemen (* 1965) ist ein belgischer Kryptologe, der an der Entwicklung wichtiger kryptographischer Verfahren beteiligt war. Zusammen mit Vincent Rijmen entwickelte er die Blockchiffre Advanced Encryption Standard (AES), zusammen mit Guido Bertoni, Michaël Peeters und Gilles Van Assche die kryptologische Hashfunktion SHA-3. Unter anderem entwickelte er auch 3-Way.
Daemen machte 1988 seinen Abschluss an der Katholieke Universiteit Leuven. Dort begann er seine Promotion als Mitglied der Forschungsgruppe COSIC (Computer Security and Industrial Cryptography) und schloss sie 1995 ab. Nachdem er die Universität verlassen hatte, arbeitete er für Janssen Pharmaceutica, BACOB, Banksys, Proton World und STMicroelectronics. 
Er veröffentlichte regelmäßig Arbeiten auf dem Gebiet der Kryptographie. Oft arbeitete er zusammen mit seinem ehemaligen COSIC-Kollegen Vincent Rijmen. Die Zusammenarbeit führte 1997 zur Veröffentlichung der Blockchiffre Square, dem Vorgänger von Rijndael (AES).